# Filipijnse salangaan
De Filipijnse salangaan (Aerodramus amelis; synoniem: Collocalia amelis of Aerodramis vanikornesis amelis) is een vogel uit de familie Apodidae (gierzwaluwen).

## Verspreiding en leefgebied
De soort is endemisch op de Filipijnen. Er worden twee ondersoorten onderscheiden:
- A. a. amelis: Filipijnen (behalve Palawan)
- A. a. palawanensis: Palawan en Balambangan (eiland ten noordoosten van Borneo)